# هدیه یک مادر
هدیه یک مادر (انگلیسی: A Mother's Gift) یک کتاب از خواننده آمریکایی بریتنی اسپیرز و مادر وی لین اسپیرز است که توسط انتشارات دل منتشر شد. داستان این کتاب در مورد یک دختر ۱۴ ساله با نام هالی می‌باشد که در میسیسیپی زندگی می‌کند. پس از مدتی وی پذیرش از دانشگاه هنر در شهر دیگری می‌گیرد و همین پذیرش باعث تغییر رابطه اش با مادرش می‌شود.